# Кутуево (Оренбургская область)
Кутуево — поселок в Шарлыкском районе Оренбургской области в составе Путятинского сельсовета. 

## География
Находится на расстоянии примерно 39 километров на север от районного центра села  Шарлык.

## Население
Население составляло 54 человека в 2002 году (русские 98%),  37 по переписи 2010 года.